# Erwin Weber (kierowca rajdowy)
Erwin Weber (ur. 12 czerwca 1959) – niemiecki kierowca rajdowy, rajdowy mistrz Europy 1992.

Karierę w rajdach rozpoczął w roku 1981. Brał udział w Rajdowych Mistrzostwach Świata w latach 1985–1997. W rajdach WRC czterokrotnie zajął trzecie miejsce:
- w sezonie 1986 w Rajdzie Wybrzeża Kości Słoniowej wraz z niemieckim pilotem Gunterem Wangerem samochodem Toyota Celica
- w sezonie 1987 w Rajdzie Argentyny wraz z niemieckim pilotem Matthiasem Feltzem samochodem Volkswagen Golf GTI
- w sezonie 1987 w Rajdzie Wybrzeża Kości Słoniowej wraz z niemieckim pilotem Matthiasem Feltzem samochodem Volkswagen Golf GTI
- w sezonie 1990 w Rajdzie Nowej Zelandii wraz z niemieckim pilotem Matthiasem Feltzem samochodem Volkswagen Golf Rallye G60

Był dwukrotnym mistrzem Niemiec w rajdach w klasyfikacji generalnej w roku 1983 i 1991. W roku 1992 został mistrzem Europy w rajdach samochodowych wygrywając sześć eliminacji i 64 odcinki specjalne. W swojej karierze w ERC wygrał czternaście rajdów (czterokrotnie Rajd Hunsrück).